# Mandel (commune)
Pour les articles homonymes, voir Mandel.
Mandel est une municipalité allemande située dans le land de Rhénanie-Palatinat et l'arrondissement de Bad Kreuznach.